# Chwalborzyce
Chwalborzyce – wieś sołecka w Polsce położona w województwie łódzkim, w powiecie łęczyckim, w gminie Świnice Warckie. 
W skład sołectwa wchodzą części wsi: Góry Chwalborskie, Odrada, Pieńki.

## Historia
Wieś wzmiankowana po raz pierwszy w 1365 roku. Należała do dóbr szlacheckich. Do połowy XIX wieku znajdował się tutaj kopiec graniczny między województwami sieradzkim i łęczyckim. W latach 1954–1966 wieś należała do gromady Miniszew, w wyniku przeniesienia siedziby gromady, należała i była siedzibą władz gromady Chwalborzyce. W latach 1975–1998 miejscowość administracyjnie należała do województwa konińskiego.

### Kościół
Pierwszy kościół parafialny wzmiankowany w 1416 roku. W 2. połowie XVIII wieku zbudowano drewnianą świątynię, która spłonęła w 1977 roku. We wsi stoi obecnie modernistyczny kościół św. Marcina projektu Aleksandra Holasa, zbudowany w latach 1978-1979.